# Stephanie Nemtsova
Stephanie Nemtsova (* 15. April 1998) ist eine ehemalige US-amerikanische Tennisspielerin.

## Karriere
Nemtsova begann mit fünf Jahren das Tennisspielen und bevorzugt Hartplätze. Sie spielte überwiegend Turniere der ITF Women’s World Tennis Tour, wo sie zwei Doppeltitel gewann.
2016 erhielt sie zusammen mit ihrer Partnerin Nicole Coopersmith eine Wildcard für das Hauptfeld des Damendoppels der One Love Tennis Open, einem mit 50.000 US-Dollar dotierten ITF-Turnier. Mit einem kampflosen Sieg gegen Montserrat González und Nadia Podoroska erreichten sie die zweite Runde, verloren dann aber klar gegen Ingrid Neel und Luisa Stefani mit 1:6 und 1:6.
2017 spielte Nemtsova ihr erstes und einziges Turnier auf der WTA Tour, als sie eine Wildcard für die Qualifikation zum Dameneinzel und mit Partnerin Alyssa Mayo für das Hauptfeld im Damendoppel erhielt. Sowohl im Einzel als auch im Doppel scheiterte sie aber bereits in der ersten Runde.

## Turniersiege

### Doppel
| Nr. | Datum          | Turnier         | Kategorie   | Belag     | Partnerin               | Finalgegnerinnen              | Ergebnis  |
| --- | -------------- | --------------- | ----------- | --------- | ----------------------- | ----------------------------- | --------- |
| 1.  | 3. Juni 2017   | Villa del Dique | ITF $15.000 | Sand      | Lara Escauriza          | Quinn Gleason Mara Schmidt    | 6:2, 6:3  |
| 2.  | 9. August 2018 | Santa Tecla     | ITF $15.000 | Hartplatz | Andrea Renee Villarreal | Vladica Babić Monica Robinson | 6:1, 7:64 |